# هو بينيت
هو بينيت (بالإنجليزية: Huw Bennett)‏ هو لاعب اتحاد الرغبي بريطاني، ولد في 11 يونيو 1983 في Ebbw Vale ‏ في المملكة المتحدة.

## وصلات خارجية
- هو بينيت عل موقع إسبنسكروم (الإنجليزية)
- هو بينيت على موقع ItsRugby.co.uk (الإنجليزية)